# Marie Wieck
Marie Wieck (17 de janeiro de 1832 – 2 de novembro de 1916) foi uma pianista, cantora, professora de piano e compositora alemã. Era filha do famoso professor de piano Friedrich Wieck, e meia-irmã de Clara Schumann, que era mais velha 12 anos.
Marie nasceu em Leipzig, filha de Friedrich Wieck e da sua segunda mulher Clementine Fechner. A sua mãe era irmã do pintor Eduard Clemens Fechner e do pioneiro da psicologia experimental Gustav Fechner. Aprendeu cedo a tocar piano e a cantar, com aulas dadas pelo seu pai Friedrich. A primeira aparição pública de Marie foi em 1842, quando ela e a sua meia-irmã Clara fizeram um concerto em Dresden. Mais tarde tocaria com o pai na Gewandhaus em Leipzig.
Como cantora e pianista, Wieck fez concertos com Clara e com a mulher de Joseph Joachim, a cantora de ópera Amalie Weiss. Foi nomeada pianista da corte para concertos de câmara para o Príncipe de Hohenzollern.
Wieck compôes e publicou várias obras para piano, incluindo estudos para piano e para voz. Trabalhou para trazer a música alemã ao grande público, em particular em Londres, onde tocou durante cinco épocas. Wieck nunca casou.